# رهام قاسمی
رهام قاسمی (زاده ۱۳۴۳ نورآباد) مدیر اجرایی ایرانی است، که هم‌اکنون به‌عنوان مشاور مدیرعامل شرکت نفت مناطق مرکزی ایران و عضو هیئت مدیره این شرکت فعالیت می‌کند. وی پیش‌تر در فاصله سالهای ۱۳۹۳ تا ۱۳۹۸ مدیرعامل شرکت خدمات نفتی پتروایران بود.
قاسمی دانش‌آموخته کارشناسی مهندسی نفت از دانشگاه صنعت نفت و کارشناسی ارشد مهندسی نفت از دانشگاه علوم و تحقیقات تهران است و فعالیت در صنایع نفت و گاز را از سال ۱۳۶۹ در شرکت ملی مناطق نفت‌خیز جنوب آغاز کرد. قاسمی در فاصله سال‌های ۱۳۷۷ تا ۱۳۸۰ مدیر عملیات شرکت بهره‌برداری نفت و گاز گچساران بود. وی از سال ۱۳۸۱ تا ۱۳۸۴ مدیرعاملی شرکت نفت و گاز غرب را برعهده داشت. در فاصله سالهای ۱۳۸۵ تا ۱۳۸۷ مدیر اچ‌اس‌ای شرکت ملی نفت ایران بود و از سال ۱۳۸۷ تا ۱۳۹۰ نیز مدیرعاملی شرکت توسعه صنایع نفت و گاز ایران را برعهده داشت. او در سال ۱۳۹۰ بعنوان مدیر امور فنی شرکت نفت فلات قاره ایران منصوب شد و تا سال ۱۳۹۳ در این جایگاه فعالیت نمود.